# Miguel de Neira y López
Miguel de Neira y López (Madrid, 29 de septiembre de 1793 – ibídem, 15 de enero de 1869) fue un militar y propagandista católico español vinculado al movimiento carlista. 
Nació el seno de una familia de origen gallego perteneciente a la pequeña nobleza. Fue caballero de la Orden de San Juan de Jerusalén, de la Orden de San Gregorio Magno y de la Orden de Isabel la Católica.

## Carrera militar
Formó parte del Cuerpo Administrativo del Ejército como comisario de guerra de 1.ª clase, desarrollando la mayor parte de su carrera profesional en Cataluña, entonces primera demarcación militar del Reino. A las inmediatas órdenes de los intendentes generales, se confiaban a los comisarios todos los servicios de administración y hacienda, especialmente la revista de las unidades. Según el Real Decreto de 12 de enero de 1824, figuraban entre sus funciones la de ser «Jefe de la Hacienda militar en la plaza en la que estuviere destinado». Los de 1.ª clase estaban equiparados a los tenientes coroneles de las armas combatientes. Su primer destino fue el Gobierno Político de Ávila, del 22 de junio de 1813 al 20 de mayo de 1814, con la categoría de oficial escribiente. Luego estuvo destinado como secretario del Regimiento de Infantería Suizo Reding el Viejo, creado en 1742, con guarnición itinerante. En agosto de 1809, el regimiento había tomado la denominación Tercero de Kayser. El regimiento sobrevivió con grandes bajas a la Guerra de la Independencia; sería disuelto formalmente en 1829.
Miguel de Neira fue asimismo Secretario de la Intendencia Civil y Militar de Cataluña desde 1824. En la Guía de la Real Hacienda correspondiente al año 1830 figura con un sueldo de ocho mil reales, y se añade «condecorado con el escudo de Fidelidad», que había sido instituido por Decreto de 14 de diciembre de 1823 para premiar a cuantos militares se mostraron afectos a Fernando VII durante el trienio constitucional. 
Tras el inicio de la guerra civil que enfrentó a legitimistas e isabelinos, salió clandestinamente de Barcelona en compañía de su hijo mayor y se trasladó a Vascongadas, poniéndose a las órdenes de Don Carlos, en cuyas tropas llegaría a ser secretario de la Intendencia General carlista. Depuesto de todos sus honores y emolumentos, acompañó al pretendiente a su destierro a Bourges (Francia). La amnistía del Convenio de Vergara le permitió revalidar el empleo de comisario de guerra de 1.ª clase por Real Orden de 9 de marzo de 1848.

## Militancia carlista
Miguel de Neira dedicó los últimos veinte años de su vida a la propagación y defensa del ideario católico y carlista, colaborando activamente con publicaciones diversas, entre ellas, el diario madrileño La Esperanza (1844-1874), del que fue administrador, cabecera de crucial importancia en el movimiento tradicionalista. También tradujo y editó algunas obras, entre ellas, Memorable Batalla de Bailén y Biografía del ínclito general Don Teodoro Reding, barón de Biberegg (1854) y Mes del Sagrado Corazón Jesús (1856), un pequeño libro de oraciones y reflexiones piadosas que se hizo muy popular en su tiempo.

## Familia (descendencia)
De su segundo matrimonio con Valentina de la Puente y de Torres (Palencia, 3 de noviembre de 1800), tuvo ocho hijos, tres varones (Miguel, Gregorio y Perfecto) y cinco hijas (Daría, Casimira, Dolores, Manuela y Filomena). Daría permaneció soltera, atendiendo a su padre en la vejez. Las otras cuatro hermanas se hicieron religiosas; Casimira (Barcelona, 4 de marzo de 1827), Sor Natividad en religión, llegaría a ser Superiora del Convento de Nuestra Señora de la Caridad de Begoña, Bilbao. Miguel residió en Sevilla, donde fundó la compañía de seguros El Mediodía, y fue director del periódico carlista El Oriente. Gregorio alcanzaría el empleo de coronel del Cuerpo de Estado Mayor, y sería cofundador en 1872 de la Adoración Nocturna española; tras enviudar, se ordenó carmelita descalzo, cantando misa el 17 de marzo de 1901 y tomando el nombre de Padre Gregorio del Inmaculado Corazón de María.